# Battaglia di Esc-Scebb
La battaglia di Esc-Scebb, nota anche come battaglia de pozzi di Esc-Scebb fu combattuta l'8 dicembre 1913 vicino ai pozzi di Esc-Scebb, tra i reparti del Regio Esercito italiano, comandati dal tenente colonnello Antonio Giuseppe Miani, impegnati nell'occupazione della Fezzan, ed i guerriglieri libici di Mohammed Ben Abdallah, inquadrabile nella Campagna di Libia (1913-1921).

## Antefatti
Nell'agosto del 1913, una spedizione militare composta da 1 100 uomini (108 nazionali, e il resto coloniali), 4 cannoni da montagna da 70/15 Mod. 1902, 4 mitragliatrici Vickers, 4 autocarri e 1 765 cammelli, comandata dal tenente colonnello Antonio Giuseppe Miani, lasciò Sirte dirigendosi verso Socna. Questa località definita "La porta del Fezzan", fu decisa come base d'appoggio per la penetrazione italiana nella regione desertica del Fezzan, fino ad'allora rimasta sotto il comando ottomano, fino all'ottobre 1912, e poi in mano ad i guerriglieri libici. Miani, promosso tenente colonnello di Stato Maggiore, fu scelto, sul finire dell’aprile 1913, dall’allora ministro delle Colonie, l’onorevole Bertolini, per condurre una spedizione militare nell’entroterra libico. L'occupazione del Fezzan era stata inizialmente progettata e studiata dal precedente Governatore della Colonia, il tenente generale Ragni e poi dal suo successore, il generale Garioni e ritenuta di primaria importanza per consolidare l'occupazione italiana della Quarta Sponda. Dopo una breve sosta a Socna, la spedizione lasciò tale località nei primi giorni di dicembre, ed attraversando il Gebel el-Soda entrarono nel Fezzan. 

## La battaglia
Il 10 dicembre 1913, verso le 14, l'avanguardia della spedizione Miani, scorse da lontano un grosso quantitativo di cammelli, circa 60, scortati da circa 600 uomini armati. Gli uomini al comando del tenente colonnello Miani, i quali avevano appena messo piede nel Fezzan con il compito di occuparlo, fino a quel momento incontrastati, si preparano al loro primo scontro contro i combattenti di Mohammed Ben Abdallah. La colonna nemica si stava muovendo per effettuare una manovra aggirante mirata a colpire le spalle ed il fianco della formazione italiana.
La colonna continuava a muoversi nella stessa direzione, ma da essa si staccava il gruppo libico del capitano Streva che doveva deviare la propria marcia, dirigersi verso Nord e fermare frontalmente l’avanzata della mehalla nemica, coadiuvato dal fuoco d’artiglieria della batteria Mondini. Nel frattempo la 1ᵃ e la 2ᵃ compagnia eritrea, poste al comando del maggiore Suarez e posizionate sul fianco sinistro della colonna, cominciarono un movimento aggirante a sud che con una rapida svolta verso ovest avrebbe negato qualsiasi tentativo nemico di raggiungere l’oasi di esc Scebb. A sostenere l’avanzata degli eritrei vi era la batteria Locurcio, posta a 400 metri di distanza con la batteria Mondini. Verso le 14:30 iniziò lo scontro, i guerriglieri presi alla sprovvista arrestarono la propria marcia e cercarono riparo per rispondere al fuoco. L’artiglieria non rimase a guardare, piazzò in dieci minuti i pezzi ed alle 14:55 aprirono il fuoco sui guerriglieri libici, sparando in breve tempo un totale di 72 colpi. Sostenute dall’artiglieria, le compagnie eritree avanzarono a grossi balzi in avanti verso il nemico riuscendo a disperdere la carovana. De Dominicis ed i suoi uomini riuscirono a catturare in questo rapido attacco anche il capo della mehalla, Bel Gassim el Beddi, che morì poco dopo. Con lui perse la vita anche il secondo in comando, Omar Abd el Nebi. I guerriglieri persero circa un centinaio di uomini, tra cui un'ottantina presso i pozzi ed il resto nella rovinosa ritirata. Gli italiani lasciarono sul campo tre arabi morti e sei feriti, tra questi vi era il capitano Giorgetti, ferito alla coscia destra.